# Lapte
Lapte település Franciaországban, Haute-Loire megyében. Lakosainak száma 1774 fő (2022. január 1.). Lapte Chenereilles, Grazac, Montregard, Raucoules, Saint-Jeures, Saint-Pal-de-Mons, Sainte-Sigolène és Tence községekkel határos.

## Népesség
A település népességének változása:
| Lakosok száma | 1260 | 1163 | 1107 | 1432 | 1675 | 1704 | 1715 | 1729 | 1736 | 1774 |
|               | 1968 | 1982 | 1990 | 2006 | 2013 | 2015 | 2017 | 2019 | 2020 | 2022 |